# José Cobo Cano
José Cobo Cano (Sabiote, 20 de setembre de 1965) és un jurista, sacerdot catòlic i cardenal espanyol, arquebisbe de Madrid (des de 2023), ordinari per als fidels de ritu oriental a Espanya (des de 2024), i vicepresident de la Conferència Episcopal Espanyola (des del 2024). Va ser bisbe titular de Beatia i bisbe auxiliar de Madrid , des del 2018 fins al 2023.

## Biografia
José va néixer el 20 de setembre de 1965, al municipi de Sabiote, Jaén ; on va ser batejat a l' Església parroquial de Sant Pere, el 23 de setembre de 1965. Fill d'Agustín Cobo i de Pauli Cano Reyes. El seu oncle matern, Lucas Cano Reyes, també és sacerdot.
Després de realitzar estudis de Dret a la Universitat Complutense de Madrid, va obtenir la llicenciatura en Dret civil el 1988, any en què va ingressar al Seminari Conciliar de Madrid, on va realitzar els estudis eclesiàstics.
El 1992, va obtenir el batxillerat en Teologia de la Universitat Eclesiàstica San Dámaso . Va cursar estudis de Ciències Morals (1994-1996), a l' Institut Redemptorista de Ciències Morals de la Universitat Pontifícia de Comillas.

### Prevere
La seva ordenació  sacerdotal va ser el 23 d'abril de 1994, a mans del cardenal-arquebisbe Ángel Suquía; incardinant-se a l'arxidiòcesi de Madrid.
Com a sacerdot ha exercit els ministeris següents:
- Viceconciliari de Germandats del Treball de Madrid (1994-1996).[7]
- Vicari parroquial (1995-2000) i arxiprest de San Leopoldo (2000).
- Professor a l' Escola d'Agents de Pastoral de Madrid (1996-2000)[8]
- Membre del Consell Presbiteral (2000-2012; 2015-2017).
- Professor al Centre d'Estudis Socials de Càritas-Madrid (2000-2012).[8]
- Rector de Sant Alfons Maria Ligorio (2000-2015).
- Arxiprest de Ntra. Sra. del Pilar d' Aluche - Campament (2001-2015).
- Membre de la Comissió Permanent del II Sínode diocesà (2002-2005).[7]
- Vicari episcopal de la Vicaria II Nordeste (2015-2017).
- Membre del Consell Diocesà de Pastoral (2015-2017).[1]

### Bisbe

#### Bisbe auxiliar de Madrid
El 29 de desembre de 2017, el papa Francesc el va nomenar com a bisbe auxiliar de Madrid, al costat de Santos Montoya i Jesús Vidal. També el va nomenar bisbe titular de Beatia. Va ser consagrat el 17 de febrer de 2018, a la atedral de l'Almudena, a mans del cardenal-arquebisbe Carlos Osoro.

#### Arquebisbe de Madrid
El 12 de juny de 2023, el papa Francesc el va nomenar arquebisbe de Madrid.
El 29 de juny, en una cerimònia a la basílica de Sant Pere, va rebre el pal·li arquebisbal de mans del papa Francesc.
Va prendre possessió canònica el 8 de juliol del mateix any, durant una cerimònia a la catedral de l'Almudena . L'arquebisbe Bernardito Auza, li va imposar el pal·li durant la possessió. Com a arquebisbe de Madrid adquireix el càrrec de Gran Canceller de la Universitat Eclesiàstica San Dámaso.
El 9 de setembre de 2023, va ser nomenat membre del Dicasteri per als Bisbes.
L'1 de març de 2024, va ser nomenat ordinari per als fidels de ritu oriental a Espanya.
Conferència Episcopal Espanyola
A la Conferència Episcopal Espanyola és, des de juliol de 2023, membre de la Comissió Executiva i de la Comissió Permanent.
El 5 de març de 2024, en va ser elegit vicepresident.
Anteriorment, ha estat membre de la Comissió Episcopal de Pastoral Social (2018-2020), membre de la Comissió Episcopal de Pastoral Social i Promoció humana (2018-2020), responsable del Departament de Pastoral Penitenciària (2020-2021) i responsable del Departament de Migracions (2020-2023).

### Cardenal
Va ser creat cardenal pel papa Francesc durant el consistori del 30 de setembre de 2023, amb el títol de cardenal prevere de Santa Maria de Montserrat dels Espanyols. Tomó posesión formal de su Iglesia Titular el 4 de febrero de 2024.
El 4 d'octubre de 2023, va ser nomenat membre del Dicasteri per als Bisbes i del Dicasteri per als Laics, la Família i la Vida.
Va ser nomenat coordinador del grup d'estudi per a la revisió de la Ràtio Fundamentalis Institutionis Sacerdotalis en perspectiva sinodal missionera constituït el juliol de 2024, després de la primera sessió de la XVI Assemblea General Ordinària del Sínode dels bisbes (octubre 2023).